# 120. pehotni polk (Italija)
120. pehotni polk Emilia (izvirno italijansko 120º Reggimento fanteria) je bil pehotni polk (Kraljeve) Italijanske kopenske vojske.

## Zgodovina
Med prvo svetovno vojno je bil polk nastanjen na soški fronti in med drugo svetovno vojno v Jugoslaviji in Italiji.